# Guignardia lapponica
Guignardia lapponica är en svampart som tillhör divisionen sporsäcksvampar, och som beskrevs av Andrea Nograsek. Guignardia lapponica ingår i släktet Guignardia, och familjen Mycosphaerellaceae. Arten är reproducerande i Sverige.